# Hostitel (kniha)
Hostitel je sci-fi román od americké spisovatelky Stephenie Meyerové. Román popisuje vpád mimozemšťanů, tzv. duší, na planetu Zemi, kteří se zmocnili lidských těl – hostitelů. Kniha Hostitel nám popisuje život jedné takové duše, kdy se hostitelova mysl odmítá vzdát svého těla.
Kniha vyšla 6. května 2008 s počátečním nákladem 750 000 ks. Byla přeložena do nizozemštiny, švédštiny, němčiny, portugalštiny, italštiny, španělštiny, hebrejštiny, češtiny, slovenštiny a dalších jazyků.

## Děj
Melanie „Mel“ Stryderová je jednou z divokých lidí – rebelů, kteří přežili útok mimozemšťanů na planetu Zemi. Se svým mladším bratrem Jamiem a přítelem Jaredem, kterého miluje, se před mimozemšťany skrývá. Tito mimozemšťané loví lidi. Poté Léčitelé implantují do lidského těla duše. Lidská mysl je potlačena a kontrolu nad tělem získává duše.
Jednoho dne, když Melanie chtěla najít svoji sestřenici Sharon, je chycena Hledači. Melanie ví, že je to konec, a tak raději skočí do výtahové šachty. Jenže duše jsou technicky vyspělejší než lidé na Zemi a Melanii zachrání. Do jejího těla implantují Poutnici, duši, která žila na osmi planetách a Melanie je její deváté hostitelské tělo. Po probuzení je šokována přílivem vzpomínek a emocí na Melaniin život. Vnímá Melaniiny myšlenky a Poutnice pochopí, že se Melanie odmítá vzdát svého těla.
Hledačka, která má Poutnici na starosti, se o ni začíná bát. Domnívá se, že by Melanie mohla ovládnout Poutničino tělo. Poutnice je neustále bombardována Melaniinými vzpomínkami a silnou touhou po milovaném Jaredovi a Jamiem a brzy k nim začne cítit stejnou lásku jako Melanie. Stále se snaží zjistit, zda oba ještě žijí.
Na přání Hledačky se rozhodne jet do Tuscsonu za Léčitelem pro radu. Melaniin hlas jí totiž zní stále častěji a jasněji a Poutnice je z toho nešťastná. Cestou tam Melanie vzpomíná na vyprávění strýčka Jeba o tajném úkrytu v horách. Melanie tajně doufá, že by tam Jared s Jamiem mohli být a přinutí Poutnici, aby se je spolu vydaly hledat. Podle indicií, které si Melanie pamatovala, se obě snaží tento úkryt najít. Poutnice je na pokraji svých sil. Naprosto vyčerpanou ji však nalézá strýček Jeb a přes protesty ostatních ji přivádí do obrovského jeskynního komplexu, který částečně Jeb vytvořil. Žije zde skupina lidí, „rebelů“, která přežila útok duší. Většina z nich je pro to, aby Poutnici zabili, nejvíce o její život usiluje Kyle. Jsou k ní nepřátelští, ale našla zde také ochranu v podobě strýčka Jeba, Jamieho a Iana, Kyleova bratra, v neposlední řadě i Jareda, přestože ji zpočátku také nenáviděl.
Po čase se Poutnice, teď už přejmenována na Wandu, stane právoplatným členem skupiny – pracuje na poli, připravuje jídlo, jí s nimi a stává se neoficiální učitelkou historie. Po večeři vždy vypráví zajímavé příběhy z planet, na kterých žila. Během této doby si ji všichni oblíbí a spřátelí se s ní. 
Wanda doufá, že na ni okolní svět zapomněl. Jenže se zmýlila. Hledačka neuvěřila, že byla Wanda zabita v poušti a pokračuje v jejím hledání vrtulníkem. Úkryt však najít nemůže.
Kyle nachází příležitost, aby Wandu zabil. Chce ji shodit do vřící, podzemní řeky. Wanda se ovšem nedá a po souboji do vody padá Kyle, ale Wanda ho v poslední chvíli zachytí. Sama ho však na břeh vytáhnout nemůže, a tak volá o pomoc. Jeb je na Kylea rozzlobený, prohlásí, že se bude konat soud, kde se rozhodne o Kyleově osudu. Soud nakonec rozhodl, že Kyle může zůstat, i když většina Wandiných přátel s tímto nesouhlasí, zejména Ian. 
Ian se do Wandy zamiloval. Když to Wanda s Melanie zjistí, zmítají jimi protichůdné pocity. Obě milují Jareda, ale Wanda cítí náklonnost i k Ianovi.
Poté, co si Jamie po jedné z výprav ublíží, dostane se mu do těla infekce a téměř umírá, Wanda, i přes strach ze zrady z její strany, přesvědčí Jareda, aby ji vzal do nemocnice a mohla sehnat velmi účinné léky, které používají duše. Ten nakonec souhlasí a vezme ji tajně na výpravu. Jamie je následně zachráněn a nikdo už nepochybuje o Wandině věrnosti vůči lidem.
Lidé si uvědomí, že by pro ně Wanda mohla být užitečná při shánění potravin. Pro ostatní duše je Wanda pořád duší a nebudou k ní cítit nedůvěru. Když se jednou vrátili z takové výpravy, zjistili, že k nim do jeskyní přibyl další obyvatel. Je to Hledačka.
Všichni ví, že by měla být Hledačka zabita, ale Wanda rozhodne jinak. Odhalí Doktorovi největší tajemství duší: jak oddělit duši od těla bez zabíjení. Lidé se předtím bez úspěchu pokoušeli odstranit parazita, ale v momentě, kdy duše zjistila nebezpečí, které ji hrozilo, zabila sebe i svého hostitele. Wanda slibuje Doktorovi, že ho to naučí, ale má dvě podmínky: všechny duše, které se jim podaří oddělit od hostitele, pošlou na vzdálené planety. Druhá podmínka byla, až bude ona sama oddělena od Melanie, že chce být pohřbena, protože „už nechce být parazitem“. Wanda úspěšně oddělila Hledačku a odeslala duši na jinou planetu a do těla se vrátila původní majitelka Lacey. Wanda poté Doktorovi ukázala, jak má sám duši oddělit.
Ian je rozzuřený tím, jak chce Wanda ukončit svůj život. Násilím ji vezme do své jeskyně, tam si Wanda uvědomí, že ho hluboce miluje. Poté, co Ian usne, se Wanda tiše vyplíží za Doktorem. Věří, že zemře tak, jak se s Doktorem dohodla. Nicméně se probouzí v novém lidském těle. Této dívce byla duše implantována již v dětství, takže Wanda nemá žádné lidské vzpomínky, jen vzpomínky předchozí duše. Wanda je překvapená, že žije, ale ostatní ji vysvětlí, že nikdo z nich nechtěl, aby Wanda zemřela.
Kniha končí setkáním se s další skupinou lidí, kteří také mají jednu duši mezi sebou. Tento objev naznačuje, že lidstvo a duše mohou žít vedle sebe.

## Postavy
Poutnice/Wanda – Poutnice je duše, která byla implantována do těla Melanie Stryderové. Získala své jméno díky planetám, na kterých žila. Později od strýčka Jeba a jejího bratra Jamieho dostane jméno Wanda. Stejně jako ostatní duše i ona nenávidí násilí. Cítí se vinna, že způsobila bolest Melaniině rodině. Díky Melaniiným vzpomínkám cítí začínající lásku k Jaredovi, Melaniině příteli, a k Jamiemu, mladšímu bratrovi. Také začíná mít ráda Melanii jako sestru a poté, když Mel na několik dní zmizí z její hlavy, je na ni rozzlobená. Nakonec se jí podařilo Melanii přivolat zpět a slibuje, že jí dá opět kontrolu nad svým tělem. Zamiluje se do Iana a cítí se provinile, že nebyla schopná opětovat jeho city už dříve. Poutnice je stará asi tisíc let a její tělo vypadá stejně jako ostatní duše - zářící a stříbřitý tvor s mnoha chapadly. Ale protože je v těle Melanie, má všechny fyzické vlastnosti jako Mel. Později je implantována do těla jiné dívky, která je drobná a jemná a nemůže zastat tolik práce jako v těle Melanie.
Melanie „Mel“ Stryderová - Melanii je 20 let. Poté, co se jí a jejímu mladšímu bratrovi podařilo uniknout před mimozemšťany, se neustále ukrývá. Nakonec je zajata a do jejího těla je implantována Poutnice. Mel se svého těla odmítá vzdát a s Poutnicí neustále komunikuje, předkládá jí své vzpomínky lidí, které Melanie miluje a tajně doufá, že ji Poutnice jednoho dne přivede k Jaredovi a k Jamiemu. Melanie je fyzicky silná a Poutnici vyčítá, že své tělo zanedbává. Časem začíná mít Wandu ráda jako sestru.
Ian O'Shea – jeden z lidí, který přežil útok mimozemšťanů. Jeho předsudky proti duším ho vedly k tomu, že Wandu zpočátku nenáviděl a chtěl ji zabít. Později uvěří, že Wanda je nevinná dívka, která si nezaslouží být potrestána kvůli tomu, že je v Melaniině těle. Zamiluje se do ní, ale částečně žárlí na Jareda, ke kterému Wanda cítí lásku a částečně se na Jareda zlobí pro to, že byl ze začátku k Wandě krutý. Ian je jediný člověk, který ví, jak Wanda přemýšlí.
Kyle O'Shea – Ianův velmi tvrdohlavý bratr. Téměř celou dobu cítí hlubokou nenávist vůči Wandě a snaží se ji zabít. Měl přítelkyni Jodi, která byla chycena a byla jí implantována duše. Když zjistí, že Wanda může oddělit bezpečně duši od těla, najde Jodi a přivede ji do jeskyně. Jenže Jodiina mysl už není v těle, a tak se rozhodnou, že vrátí duši zpět. Tato duše se jmenuje Sunny a zamilovala se do Kylea prostřednictvím Jodiiných vzpomínek.
Jared Howe – Jared je Melaniin přítel. Velice Melanii miluje a její ztráta ho silně zasáhne a proto cítí k Wandě zášť, zachází s ní krutě, ale po čase s ní začne sympatizovat. V Ianovi má soupeře, protože vidí, jakou k němu Wanda pociťuje náklonnost.
Jamie Stryder – Jamie je Melaniin mladší bratr. Je mu 14 let, když se poprvé setkává s Wandou. Vybuduje si s Wandou blízký vztah jako k sestře. Vždycky se těší na její příběhy o planetách, kde žila. Je závislý na Jaredovi a trpí kvůli tomu, jak se Jared chová k Wandě. Touží se zapojit do výprav za jídlem. Je jedním z mála členů komunity, komu nevadí, že Wanda je v sestřině těle. Vidí Melanii a Wandu jako dvě odlišné bytosti.
Strýček Jeb – Jebediah „Jeb“ je Melaniin výstřední strýc. Byl jeden z prvních lidí, kteří očekávali mimozemskou invazi, a tak vybudoval propracovaný jeskynní systém pod arizonskou pouští. Je přesvědčen, že Wanda může přežít s lidmi a proto je k ní přátelský a pomáhá jí překonat počáteční problémy v komunitě. Stává se jejím ochráncem a všude ji doprovází s puškou a s varováním zastřelením každého, kdo se pokusí Wandě ublížit. Každý se musí řídit tím, že je to „jeho dům, jeho pravidla“.
Doktor - vysoký štíhlý muž, který je doktorem. Je velice soucitný a hodný člověk, i když zpočátku z něj Wanda měla strach. Nakonec se s Wandou spřátelí. Má problémy s alkoholem a často se opije, když se mu nepodaří oddělit duši od těla a lékařský zákrok končí smrtí těla i duše. Má vztah se Sharon, sestřenicí Melanie. Jeho skutečné jméno je Eustace.
Hledačka – jedna z mimozemských duší. Vztah Melanie a Wandy k Hledačce je založen na nenávisti. Vysmívá se Wandě, že nedokázala vyhnat Melaniinu mysl. Později se ukáže, že Hledačka měla stejný problém jako Wanda. Když je Hledačka oddělena od hostitele, do těla se vrátila původní majitelka – Lacey.
Magnolia „Maggie“ – Jebova sestra a Sharonina matka. Cítí extrémní nenávist vůči Wandě a nikdy ji nepřijme.
Sharon – Jebova neteř a sestřenice Melanie. Jako její matka i ona nenávidí Wandu a přehlíží ji. Její nenávist ji nedovolila radovat se z Jamieho uzdravení, i přesto, že mu Wanda pomohla, a navádí Jareda, aby Wandu vyhnal z jeskyně. Její srdce se obměkčí až poté, co se Wanda probudí v jiném těle.

## Filmová adaptace
V září 2009 producenti Nick Wechsler, Steve Schwartz a Paula Mae Schwartzová získali práva k natočení filmu The Host. Režie a scénáře se zhostil Andrew Niccol.